# Plakina tetralophoides
Plakina tetralophoides är en svampdjursart som beskrevs av Muricy, Boury-Esnault, Bézac och Jean Vacelet 1998. Plakina tetralophoides ingår i släktet Plakina och familjen Plakinidae.
Artens utbredningsområde är havet kring Japan. Inga underarter finns listade i Catalogue of Life.